# Raízes (banda)
Raízes é uma das bandas mais tradicionais no cenário gospel desde o início dos anos 90. Sua música tem como marca registrada a forte interação entre vocal e instrumental, numa proposta rica, diversificada e contemporânea.
O nome da banda veio a partir de uma pregação baseada no Salmo 1º que diz: “ bem aventurado o varão que não anda segundo o conselho dos ímpios…” “…pois será como a árvore plantada junto ao ribeiro de águas…”.
Desde seu primeiro disco, Diga Não, o grupo já mostrava uma proposta diferenciada, a qual não se preocupava apenas com a temática da "vida cristã" e com o Canto congregacional, mas também, com os problemas do mundo, como drogas e etc.
Desde então, o Raízes se lançou em nível nacional, tendo realizado shows por todo o Brasil. Em Brasília, cidade onde é radicado, a crítica aclamou o seu trabalho como um dos melhores do gênero e o público o tem reconhecido através de sua presença maciça, praticamente lotando todas as casas onde se apresentam.
Em 2011, após um hiato de dez anos sem lançar nenhum álbum, a banda lança o cd/dvd Sempre... 25 Anos com regravações de seus principais sucessos e algumas canções inéditas.

## Trajetória
Por volta de 1983 quatro adolescentes da Igreja Assembleia de Deus da L2 Sul: Gladson, André Barcellos, Edilênio e Moisés formaram o grupo FILOS. Em Brasília o grupo participou de diversos festivais de música. Para se adequar a campanha que a Igreja iniciaria o pastor Wilson do Couto Filho sugeriu ao grupo um repertório mais evangelístico em 1985 e nesse mesmo ano o vocalista Wagner se integra ao grupo. A partir de então o grupo passa a se chamar Raízes. Em 1987, Hiltinho passa a fazer parte do grupo a convite de Wagner que logo depois muda-se para o Rio de Janeiro. Em 14 de março de 1984 o grupo é consagrado por sua Igreja. Durante um curto período o saxofonista Paulinho fez parte do grupo. Em 1990 a Igreja de Nova Vida recebe o Raízes com carta  de transferência da Assembleia de Deus. A gravação do primeiro disco (Diga Não) foi iniciada em 1991. Em 2007 o integrante Moisés se despede da banda, com Renato Carvalho ficando em seu lugar.
Em 1998, no auge do sucesso, a banda fez um show no ginásio Álvares Cabral em Vitória-ES o qual foi o seu primeiro registro audiovisual: o VHS Raízes ao Vivo. Em maio de 2020 esse show foi digitalizado pela  banda e disponibilizado em suas redes sociais. Na parte musical foi recuperado o áudio direto do CD e uma tentativa de melhorar o áudio das entrevistas. A digitalização é a íntegra do que foi para o VHS e não a apresentação completa.

## Discografia
- (1991) - Diga Não (Bompastor / (MK Music) / (Salmus Produções)
- (1994) - Só Não Bastam Palavras (Gospel Records)
- (1996) - Há Luz (MK Music)
- (1999) - Raízes Ao Vivo (Independente)
- (2001) - Compasso 3/1 (Independente)
- (2011) - Raízes 25 Anos: Sempre... (Independente)